# Kaspijsk
Kaspijsk (rusko Каспи́йск; lak Ккасппи; avarsko Каспиялъухъ) je mesto v Dagestanu v Rusiji ob Kaspijskem jezeru, 18 km jugovzhodno od Mahačkale. Leta 2010 je bilo mesto četrto največje v Dagestanu. Je delavsko satelitsko mesto Mahačkale. Leta 2021 je imelo mesto 121.140 prebivalcev.
Kaspijsk je en od novejših urbanih centrov Dagestana. Leta 1932 se je začela gradnja za delavce lokalnega proizvajalca mornariških dizelskih motorjev Dagdizel.
Leta 2017 se je vodstvo Ruske vojne mornarice odločilo, da bo glavno mornariško oporišče Kaspijske flotilje v Kaspijsku in začela se je gradnja infrastrukture, ki bi morala biti končana do leta 2020.